# Рамлан бин Ибрагим
Дато Рамлан Ибрагим (6 января 1957) — малайзийский дипломат. Постоянный представитель Малайзии при Организации Объединенных Наций (ООН) в Нью-Йорке (с 2015).

## Биография
Получил ученую степень в Национальном университете Малайзии и степень магистра в области международных отношений из Университета Kebangsaan Malaysia и степень магистра в области международных отношений в Вебстерському университете в Миссури (США).
С 1983 года — работал в Министерстве иностранных дел Малайзии.
В 2004-2006 гг. — Чрезвычайный и Полномочный посол Малайзии в Боснии и Герцеговине.
В 2009-2013 гг. — Чрезвычайный и Полномочный посол Малайзии в Республике Корея.
С 2015 года — Постоянный представитель Малайзии при ООН в Нью-Йорк.
В 2015-2016 гг. — Малайзия была членом Совета Безопасности Организации Объединенных Наций, а в июне 2015 года и августе 2016 Рамлан Ибрагим был председателем Совета Безопасности ООН.